# Cees Bal
Cornélius Cees Bal (Kwadendamme, 21 de novembre de 1951) va ser un ciclista neerlandès que fou professional entre 1972 i 1979. Els seus èxits més importants foren la victòria al Tour de Flandes de 1974 i una etapa a la Volta a Espanya de 1979.
El seu cunyat Cees Priem també fou ciclista professional.

## Palmarès
- 1972
  - Vencedor d'una etapa de la Milk Race
  - 1r de l'Omloop van de Baronie
- 1973
  - 1r al Circuit des frontières
  - 1r a l'Etoile des Espoirs i vencedor d'una etapa
  - 1r a Essen
  - Vencedor de 2 etapes del Dauphiné Libéré
  - Vencedor d'una etapa del Tour d'Indre-et-Loire
- 1974
  - 1r del Tour de Flandes
  - 1r del Tour de l'Aude
  - 1r a De Pinte
  - Vencedor d'una etapa de la Setmana Catalana
- 1975
  - Vencedor d'una etapa del Tour de l'Aude
  - 1r a Kloosterzande
- 1976
  - 1r a Stekene
  - 1r a Woerden
- 1977
  - 1r a Santpoort
  - 1r a Sas van Gent
- 1978
  - Campió dels Països Baixos dels 50 km pista
  - 1r a Ridderkerk
- 1979
  - Vencedor d'una etapa de la Volta a Espanya

### Resultats al Tour de França
- 1974. Abandona (16a etapa)
- 1977. 51è de la classificació general

### Resultats al Giro d'Itàlia
- 1976. 82è de la classificació general

### Resultats a la Volta a Espanya
- 1978. Abandona
- 1979. 45è de la classificació general. Vencedor d'una etapa